# Gymnocypris potanini
Gymnocypris potanini är en fiskart som beskrevs av Herzenstein, 1891. Gymnocypris potanini ingår i släktet Gymnocypris och familjen karpfiskar. Inga underarter finns listade i Catalogue of Life.